# Sana Klinik Pegnitz
Die Sana Klinik Pegnitz GmbH ist ein Klinikum in Pegnitz in Bayern. Es handelt sich um ein Krankenhaus der Versorgungsstufe I. Pro Jahr werden rund 6.000 Patienten stationär versorgt.

## Geschichte
1955 wurde im Stadtrat über den Neubau eines Krankenhauses beraten. 1961 wurde der Neubau mit 125 Betten eröffnet. 1985 erfolge eine Teilsanierung. 1990 begannen die Generalsanierung und die Erweiterung des Krankenhauses. Am 30. September 2005 wurde das Krankenhaus von der Sana Kliniken AG übernommen. 2006 wurde das Medizinische Versorgungszentrum (MVZ) gegründet.

## Abteilungen
- Allgemein- und Viszeralchirurgie
- Unfallchirurgie und Orthopädie
- Neurochirurgie
- Innere Medizin
- Anästhesie und Intensivmedizin
- Gynäkologie und Geburtshilfe
- Schmerztherapie
- Urologie
- MVZ